# Erechthias hoguei
Erechthias hoguei är en fjärilsart som beskrevs av Davis 1994. Erechthias hoguei ingår i släktet Erechthias och familjen äkta malar.
Artens utbredningsområde är Costa Rica. Inga underarter finns listade i Catalogue of Life.